# قشعريرة البرد (فلم)
 قشعريرة البرد (بالإنجليزية: Wind Chill) هو فيلم رعب بطولة إيميلي بلنت وأشتون هولمز، أنتج سنة 2007.
جورج كلوني وستيفن سودبيرج هما من الذين انتجوا المشروع. غريغوري جاكوبس أخرج الفيلم وهو نفس المخرج الذي أخرج فيلم مجرم سنة 2006. بدأ تصوير الفيلم في 1 فبراير، سنة 2006 بمنطقة فانكوفر. تم عرض الفيلم بتوزيع محدود بتاريخ 27 أبريل، سنة 2007. الفيلم متوفر على دي في دي.

## خلاصة الفيلم
في هذا الفيلم، تقوم امرأة شابة تتعلم في الجامعة بالصعود إلى سيارة شاب غريب يتعلم في جامعتها لتشاركه طريق العودة للديار من أجل قضاء العطلة. بعد بضعة ساعات، يقوم الشاب بالانعطاف إلى طريق التي يعتبرها مختصرة، طريق 606.
تكتشف الفتاة أن الشاب ليس من بلدتها وانه معجب بها حيث كان يتعلم معها في أحد الصفوف. يكشف الشاب أنه يعرف عنها أكثر مما توقعت، الأمر الذي جعلها تتوتر. تتعطل السيارة بعد أن انحرفت عن الشارع بسبب سيارة أخرى وتبدأ الفتاة بالشك أن الشاب خطط لكل هذا، ولكن تدك الفتاة بعد ذلك أن الشاب الغريب هو أقل همومها. تبدأ درجة الحرارة بالانخفاض إلى تحت الصفر، وتبدأ اشكال شبحية بالظهور في الغابات عندما تبدأ أحداث من سنوات ال 1950 بالتجلي.

## اماكن التصوير
تم تصوير مشاهد الكلية في جامعة كولومبيا البريطانية القريبة من فانكوفر، كولومبيا البريطانية، كندا. تم تصوير المشاهد الخارجية بالقرب من بيتشلاند، كولومبيا البريطانية في فبراير ومارس سنة 2006.

## تقييم الفيلم
حاز الفيلم على تقييم متوسط من النقاد.

## طاقم التمثيل
- إيميلي بلنت - دور الفتاة
- أشتون هولمز - دور الفتى
- مارتن دونوفان - خفير الطريق العام
- شيلان سيمونز - الفتاة الشقراء
- نيد بيلامي - سائق مركبة  كاسحة الثلج

## نشر الدي في دي
نشر الدي في دي في 5 ماي في طقم من أسطوانتين (دسيك).